# Gewerkschaftliche Bildungsarbeit
Gewerkschaftliche Bildungsarbeit ist Jugend- und Erwachsenenbildung die von Gewerkschaften geleistet wird. Gewerkschaftliche Bildungsarbeit wird als Teil der Organisationsarbeit von Gewerkschaften verstanden und zielt auf die Erweiterung der persönlichen, betrieblichen und gesellschaftlichen Handlungsfähigkeit. Gewerkschaftliche Bildungsarbeit versteht sich ausdrücklich als politische Bildungsarbeit.

## Allgemeines zur gewerkschaftlichen Bildungsarbeit

### Geschichte der gewerkschaftlichen Bildungsarbeit

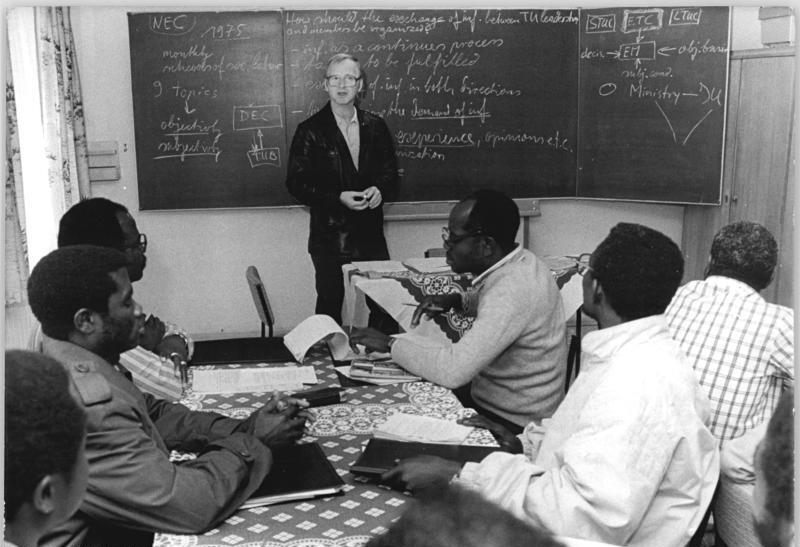
Eine Klasse der „Fritz Heckert“ Gewerkschaftshochschule des FDGB (DDR). In den Nachkriegsjahren hatten auch die DGB-Gewerkschaften ihre Bildungsarbeit oft über Klassenräume und/oder in Form von schulischer Bildung organisiert.

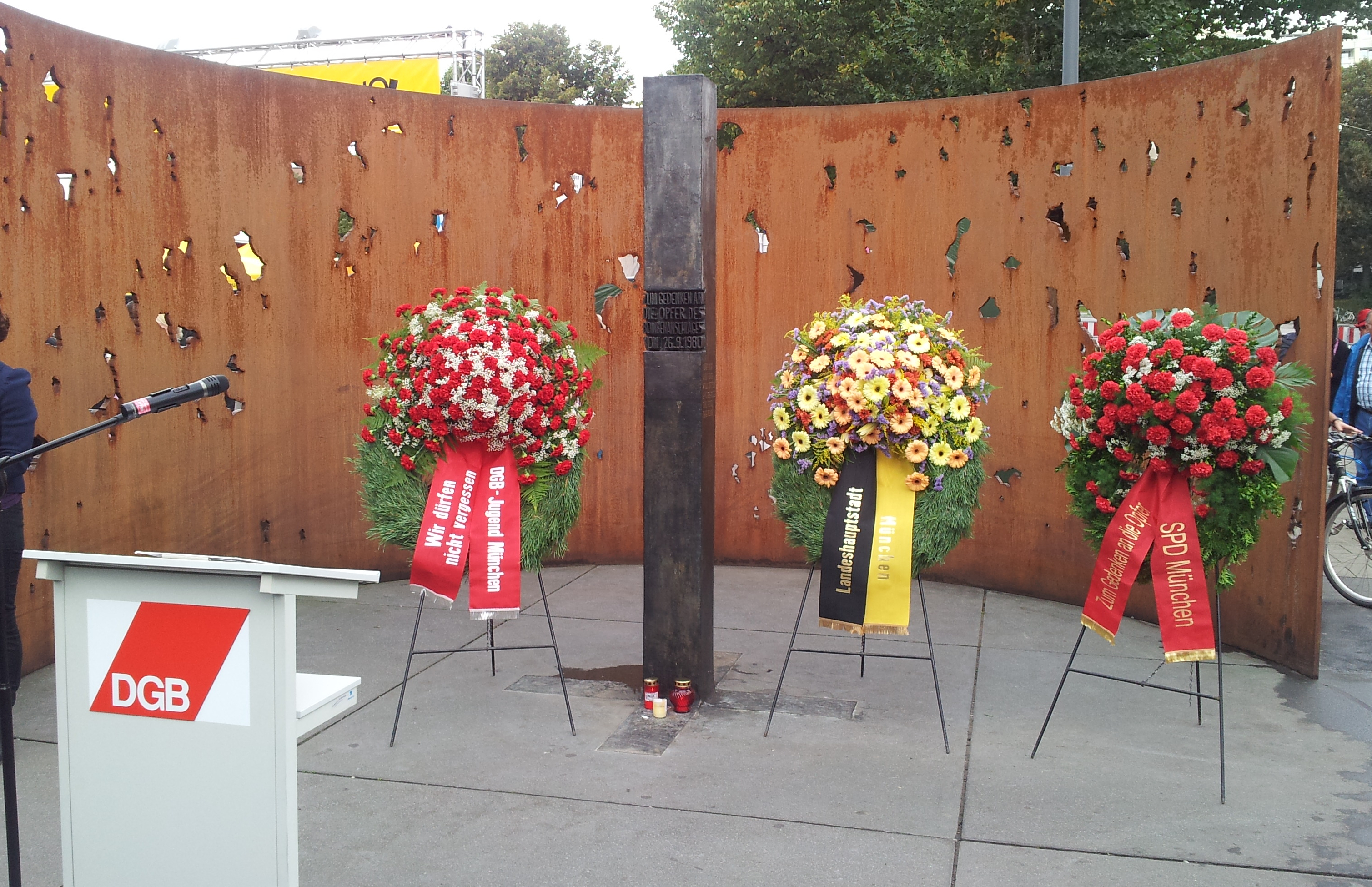
Eine der historischen Säulen gewerkschaftlicher Bildungsarbeit ist die Auseinandersetzung mit Rechtsextremismus. Hier am Beispiel der DGB-Jugend München in Zusammenhang mit der Gedenkveranstaltung zum Oktoberfestattentat von 1980 durch den Rechtsextremisten Gundolf Köhler.

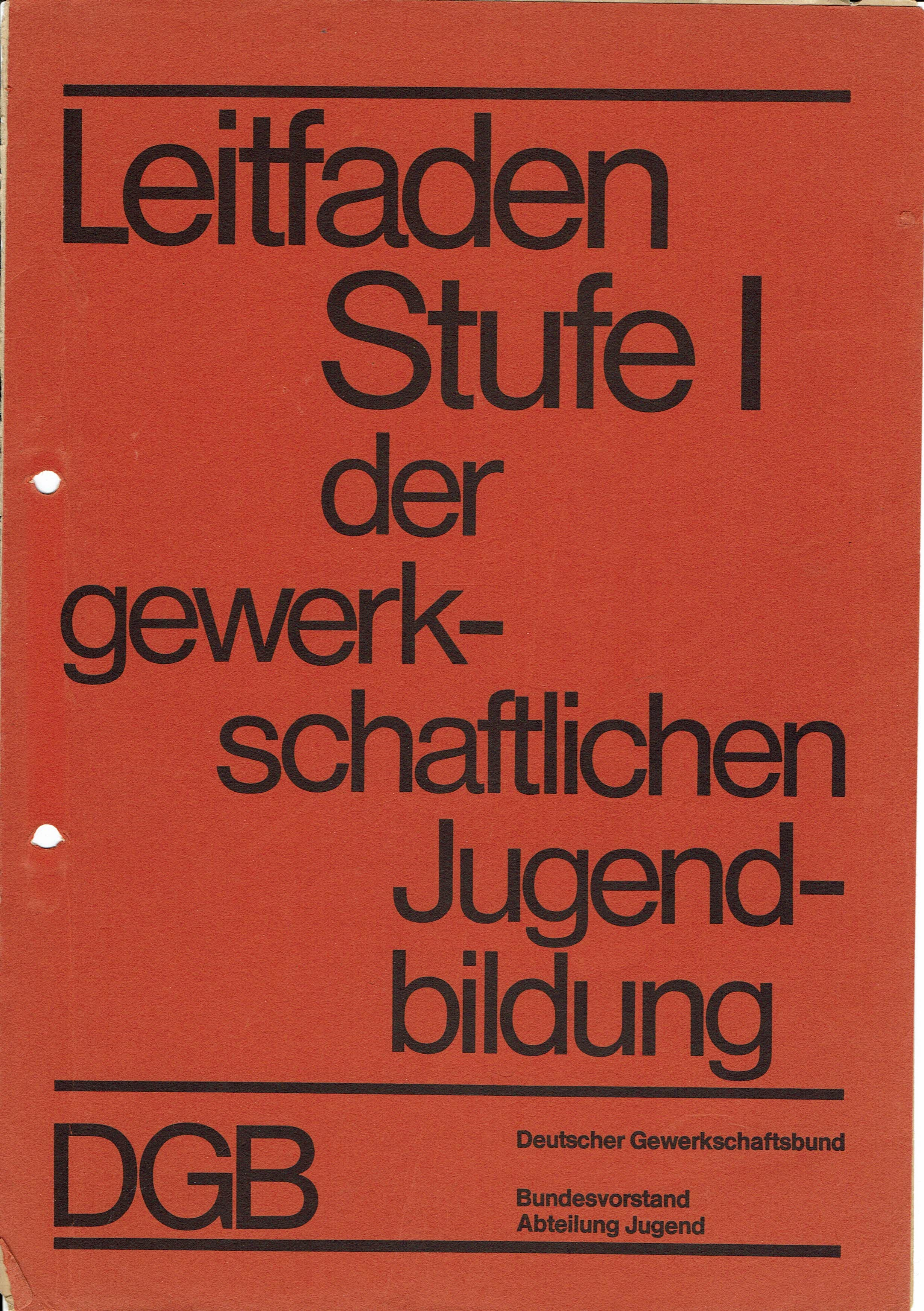
Leitfaden der gewerkschaftlichen Jugendbildung vom DGB (1973)

Gewerkschaften hatten sich von Beginn an als Arbeiterbildungsvereine verstanden. Insofern bestand mit den Anfängen der Arbeiterbewegung auch der Wunsch nach Arbeiterbildung. Hinzu kam sehr schnell der Wunsch nach Bildungsarbeit im Sinne einer Allgemeinbildung als auch der Wunsch nach der Herausbildung von Klassenbewusstsein. Grob lässt sich diese Bildung in die Zeit des Vormärz (bis 1848), die Zeit von 1848 bis zu den Sozialistengesetzen und schließlich die Zeit bis zum Ersten Weltkrieg einteilen (ab 1848). In der Weimarer Zeit, also ab 1919 wird die gewerkschaftliche Bildungsarbeit des Allgemeinen Deutschen Gewerkschaftsbunds (ADGB) im Sinne gewerkschaftlicher Bildungsarbeit ausgebaut. Sie bleibt aber, wie die anderer Gewerkschaften zu dieser Zeit auch, parteipolitisch gebunden.
Nach dem Zivilisationsbruch durch das faschistische Regime wird die gewerkschaftliche Bildungsarbeit ab 1945 wieder systematisch aufgebaut. Dabei unterscheidet sie sich zunächst sowohl in Bezug auf die inhaltliche Ausrichtung, als auch die konkreten Strukturen nach den unterschiedlichen Besatzungszonen. In Westdeutschland war die gewerkschaftliche Bildungsarbeit der Entnazifizierung und dem Gedanken der Reeducation verpflichtet und machte seitdem die Aufklärung über die Verbrechen des NS-Regimes sowie den Kampf gegen Neofaschismus zu einer ihrer Säulen. Mit der Konsolidierung und Stabilisierung der Demokratie in der BRD verlagerte sich der Akzent auf „politische Arbeitnehmerbildung“ im Sinne gewerkschaftlicher Zielvorstellungen.
Auch sonst folgte die gewerkschaftliche Bildungsarbeit der DGB Gewerkschaften (Einheitsgewerkschaft) in den alten Bundesländern den Entwicklungen der Bundesrepublik Deutschland in der Nachkriegsgeschichte und den unterschiedlichen Fragen, die sich bezüglich der Bildung generell stellten. Dabei unterscheidet sich die gewerkschaftliche Bildungsarbeit erheblich zwischen den einzelnen Gewerkschaften. In der ehemaligen sowjetischen Besatzungszone wurden die Gewerkschaften in Form des Freien Deutschen Gewerkschaftsbundes (FDGB) in einer anderen Struktur gegründet. Dies hatte auch für die gewerkschaftliche Bildungsarbeit in Ostdeutschland andere Bedingungen und Konsequenzen zur Folge.

### Ziel und Zweck gewerkschaftlicher Bildungsarbeit
Da gewerkschaftliche Bildungsarbeit immer auch darauf bezogen sein muss, die Interessen von abhängig Beschäftigten zu artikulieren und durchzusetzen, steht sie oft auch in einem Spannungsfeld zu den Gewerkschaften als Organisation. Die unterschiedlichen Gewerkschaften und auch der Deutsche Gewerkschaftsbund (DGB) haben eine je eigene Interpretation von Gesellschaft und ihrer Entwicklung. Aber auch Strategien der Findung von Forderungen und ihrer Durchsetzung. Grundsätzlich stellt gewerkschaftliche Bildungsarbeit auch hierfür ein gutes Mittel dar. Doch gewerkschaftliche Beschlüsse (die sogenannte „Beschlusslage“) stellen zugleich „Vereinbarungen auf Zeit“ dar. In diesem Zusammenhang ist zu fragen, „wie sich die Funktion gewerkschaftlicher Bildungsarbeit in diesem Diskussions- und Willensbildungsprozeß bestimmt“.

#### Das Verhältnis zur Organisation
Der Streit um pädagogische Konzepte in der gewerkschaftlichen Bildungsarbeit war immer auch eine Auseinandersetzung um die Frage, welchen Zweck gewerkschaftliche Bildungsarbeit verfolgen soll oder muss. Dies lässt sich sehr gut an der Auseinandersetzung um den „Leitfadenansatz“ (wie beispielsweise bei der IG Metall) im Gegensatz zum sogenannten „Erfahrungsansatz“ (wie bei der damaligen DGB-Bundesjugendschule Oberursel) in den 1980er Jahren zeigen. Eine Diskussion, die nicht nur durch Missverständnisse sehr erbittert geführt wurde.
- So legte der Leitfadenansatz allgemein „Lernziele, Lerninhalte, Lernschritte und -materialien in einem Leitfaden fest“[7] Was dazu führt, dass der gewünschte Lehrgangsverlauf detailliert beschrieben werden konnte. Kombiniert mit einem deutlichen Planungsoptimismus bezüglich der Seminarverläufe wurde ein geschlossenes Curriculum entwickelt, das sich in Stufenkonzeptionen präsentierte.
- Der Erfahrungsansatz ging dagegen davon aus, dass „Bewußtseinsbildung unmittelbar die vielfältigen und widersprüchlichen Erfahrungen und Bedingungen der Teilnehmer aufgreifen muß“. Er ging sehr unmittelbar auf Oskar Negts Buch „Soziologische Phantasie und exemplarisches Lernen“ zurück und sollte neben dem rein kognitiven Lernen auch „all die Ängste, Abwehrstrategien, psychischen Barrieren und Blockierungen, die interessenbewußtes Handeln erschweren und verhindern“ zum Thema machen können.[8]

Die Tauglichkeit beider Ansätze wurde in der Realität gewerkschaftlicher Bildungsarbeit immer wieder auf eine harte Probe gestellt. Vor allem aber war in beiden Fällen nicht geklärt, wie weit im Rahmen gewerkschaftspolitischer Seminare gedacht werden kann und darf. In den jeweiligen Lernbegriffen hinter den Konzepten stand das Verhältnis zu den Gewerkschaften als Organisation zur Debatte. Wohl ein wichtiger Grund dafür, warum diese Debatten zum Teil äußerst heftig geführt wurden.

#### Zielgruppen der gewerkschaftlichen Bildungsarbeit

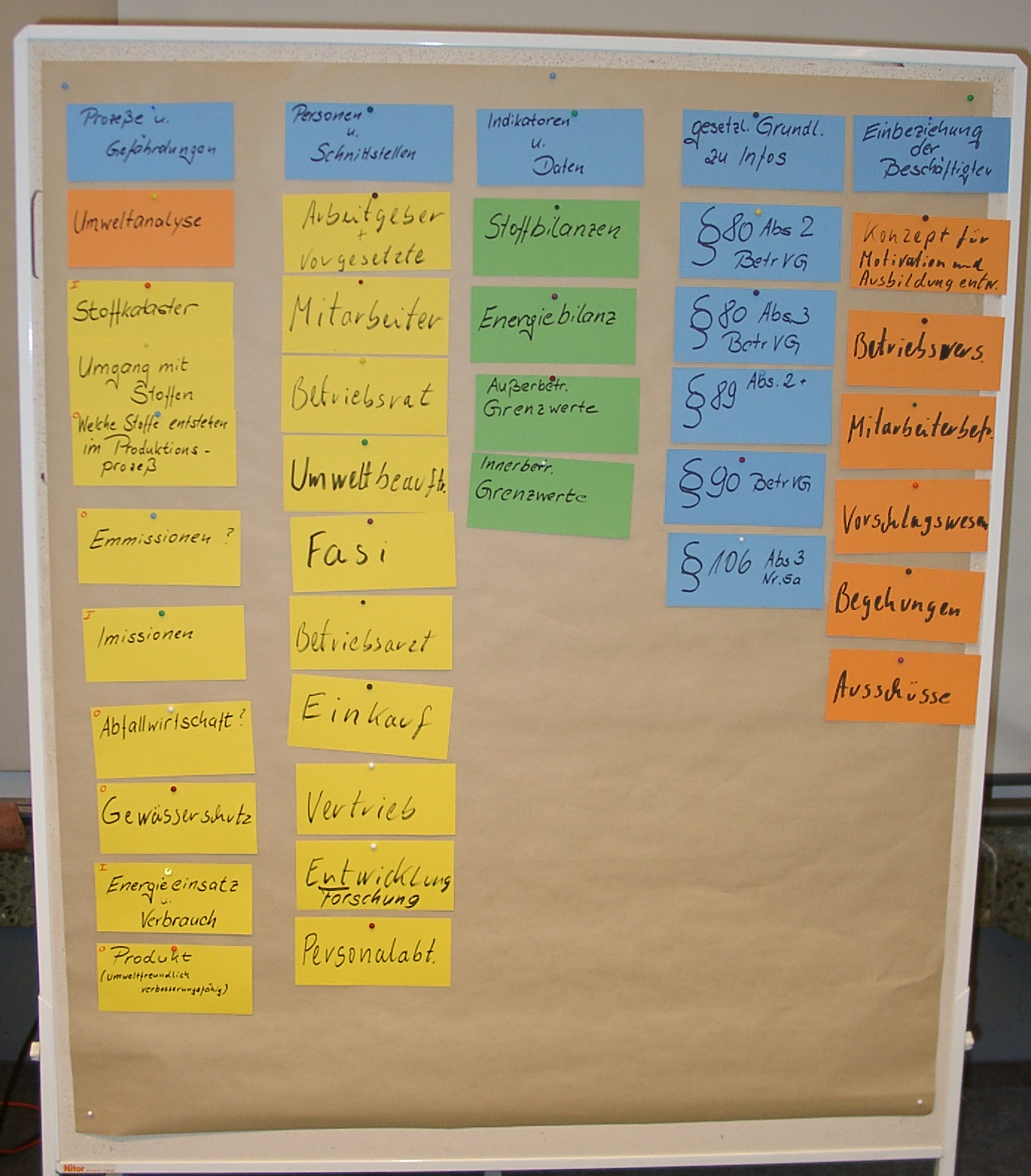
Je nach Zielgruppe unterscheiden sich die Inhalte, die vermittelt werden sollen. Hier die in Gruppen erarbeiteten Ergebnisse, die für betriebliche Interessenvertretungen wichtig sind.

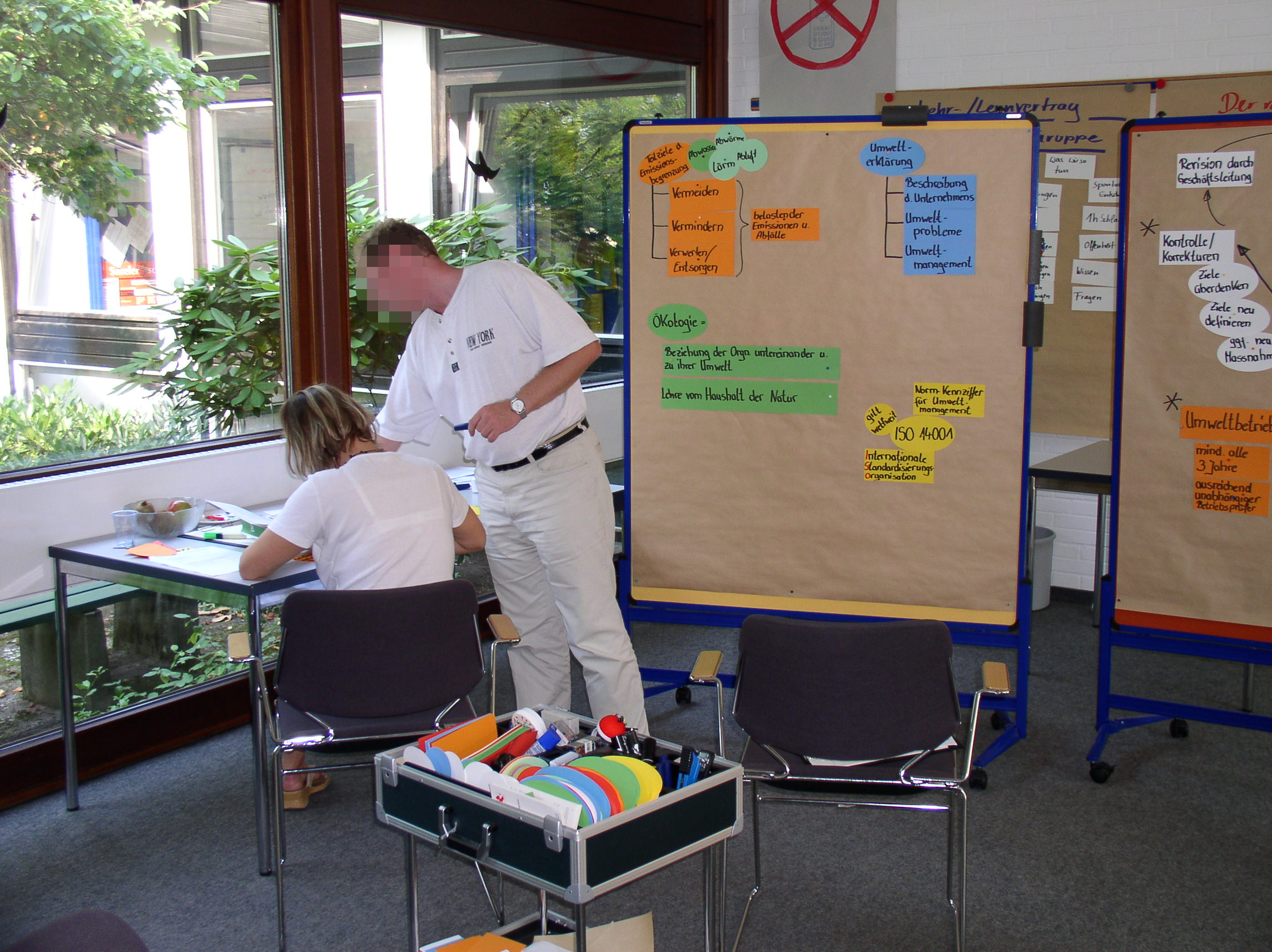
Die angewandten Methoden unterscheiden sich eher durch das Selbstverständnis der eingesetzten Referenten.

Spätestens Mitte der 1990er Jahre ist eine weitere heftige innergewerkschaftliche Diskussion um den Sinn und die Aufgaben gewerkschaftlicher Bildungsarbeit entbrannt. Diesmal um die Frage, welche Zielgruppen die Gewerkschaften typischerweise mit ihrer Bildungsarbeit adressieren. Dies ging, wie auch schon in den 1980er Jahren, einher mit der Debatte um neue Methoden (beispielsweise Zukunftswerkstätten oder Kommunikationsworkshops) und Kompetenzen der Lehrenden (hier vor allem „soziale Kompetenzen“) im Rahmen der gewerkschaftlichen Bildungsarbeit. Seit dieser Zeit stehen sich bis heute mindestens zwei sehr disparate Positionen gegenüber:
1. Gewerkschaftliche Bildungsarbeit dient primär oder ausschließlich der Gewinnung gewerkschaftlicher Funktionsträger.
2. Gewerkschaftliche Bildungsarbeit ist den Mitgliedern allgemein verpflichtet und stellt zusätzlich eine kommunalpolitische Vorfeldarbeit oder auch Überzeugungsarbeit für Bürger im Allgemeinen dar.

Hierbei handelt es sich um einen Streit von Überzeugungen oder auch Ideologien, denn beide Positionen sind empirisch nicht (ohne weiteres) nachzuweisen.
1. Die erste Position deshalb nicht, weil die Teilnehmer auf gewerkschaftliche Bildungsveranstaltungen schon mit einem Vorverständnis bzw. einer gewerkschaftlich positiven Grundstimmung kommen.
2. Die zweite Position deshalb nicht, weil eine positive Grundstimmung für gewerkschaftliche Ziele und Positionen durch deren Bildungsarbeit nicht zu erfassen ist.

Dieser Konflikt ist nie zu Ende geführt und ausgetragen worden. Er endete zunächst abrupt mit der Wiedervereinigung. Nun kam der gewerkschaftlichen Bildungsarbeit primär die Aufgabe zu, das westliche Modell mehr oder weniger unkritisch auf Ostdeutschland zu übertragen.

### Bildungsobleute
Mit der Ausbildung betrieblicher Bildungsobleute ab 1965 – jeder Betrieb ab 100 Beschäftigte sollte über einen Bildungsobmann verfügen – versuchte die Abteilung Bildung unter Heinz Dürrbeck mit dem damaligen Vorsitzenden Otto Brenner die Vertrauensleutearbeit der IG Metall zu stärken und griff damit zugleich in das latente Konflikt- und Spannungsfeld zwischen gewerkschaftlichen Vertrauensleuten, Betriebsräten und Arbeitsdirektoren ein. Der Hintergrund der Bildungsarbeit war der Mitgliederrückgang in der Gewerkschaft in der Betrieben und eine geringere Bereitschaft Konflikte offensiv auszutragen. Die Ausbildung der betrieblichen Bildungsobleute hatte einen Umfang von neuen Wochen (ein 1-wöchiges, ein 2-wöchiges und ein 6-wöchiges Seminar). Es wurden regionale Referentenarbeitskreise aufgebaut, insgesamt die regionale Bildungsarbeit auf ehrenamtliche Füße gestellt. Die Bildungsarbeit nahm betriebliche Konflikte zum Ausgangspunkt, um dann gesellschaftliche, ökonomische und politische Ursachen für die Lage der Beschäftigten zu erarbeiten. Zwischen 1966 und 1972 absolvierten rund 1.500 Teilnehmer ein 1-Wochen-Seminar und 400 IG-Metaller haben die 6-Wochen-Kursen in dem dazu auch neu geschaffenen Bildungszentrums Sprockhövel besucht. Nach Auseinandersetzungen wurde 1972 das Bildungsobleute-Projekt aufgegeben. Besonders Arbeitsdirektoren der IG Metall äußerten sich kritisch, sahen eine Konkurrenz zu den Betriebsräten und warnten vor wilden Streiks.
Teile der Bildungsobleute-Seminare werden im Rahmen US-amerikanischer Organizing-Konzeptionen revitalisiert bzw. wieder aufgriffen wie Kommunikation, Konfliktorienierung und die Kritik gewerkschaftlicher Stellvertreterpolitik.

### Struktur der Bildungsarbeit der Gewerkschaften
In Deutschland wird die branchenübergreifende und politische gewerkschaftliche Bildungsarbeit vom DGB vor allem über die verschiedenen DGB Bildungswerke und seine regionalen Verbände (DGB Regionen) sowie die Kreis- und Stadtverbände organisiert. Branchenspezifisch und für die betrieblichen Interessenvertretungen wird gewerkschaftliche Bildungsarbeit vor allem von den Einzelgewerkschaften organisiert. Auch verschiedene gewerkschaftsnahe Institutionen wie Arbeit und Leben, die Bildungswerke in der Gewerkschaft ver.di (wie auch ver.di GPB, ver.di b+b) und einige Heimvolkshochschulen führen gewerkschaftliche Bildungsarbeit durch. Und schließlich ist noch die DGB-Jugend, was die Jugendorganisationen der Einzelgewerkschaften umfasst, als Träger gewerkschaftlicher Bildungsarbeit zu erwähnen. Diese führt ihre Bildungsmaßnahmen oft in Kooperation mit den regionalen und/oder landesweiten Jugendorganisationen durch.
Gewerkschaftliche Bildungsarbeit konzentrierte sich in Deutschland, seit die Arbeiterbewegung teilweise in die Systeme der sozialen Sicherung integriert wurde, auf die Schulung der gewerkschaftlichen Funktionsträger (Funktionärsschulung). Dies auch über den engen Kreis der in den Gewerkschaften Aktiven hinaus auf die in den verschiedenen sozialen Sicherungssystemen Tätigen. Daneben gibt es zusätzlich ein Repertoire an Allgemeinbildung, welches oft nicht nur den Mitgliedern offensteht, zu einem großen Teil aber von öffentlicher Förderung im Bereich der Erwachsenenbildung abhängig ist. Bis in die 1990er Jahre hatten die Gewerkschaften auch arbeiterbildende „Akademien“, wie etwa die Akademie der Arbeit in Frankfurt, die Sozialakademie in Dortmund und schließlich die Hochschule für Wirtschaft und Politik in Hamburg. „Sie hatten eine wichtige Funktion bei der Qualifizierung gewerkschaftlicher Funktionäre, insbesondere bei der Übernahme hauptamtlicher Funktionen innerhalb der Gewerkschaften“. Durch strukturell erhebliche Veränderungen verloren jedoch sowohl die Sozialakademie, als auch die Hochschule für Wirtschaft und Politik ihre Funktion als Akademien der Arbeiterbildung.
In einem weiten Sinn gehörten auch die Gewerkschaftlichen Monatshefte zur gewerkschaftlichen Bildungsarbeit. Auf einem akademischen Niveau wurden hier bis 2004 sozialpolitische Probleme diskutiert und politische Strategien – vielfach mit einem externen Blick darauf – verhandelt. Diese Funktion hat heute das Internetorgan „Gegenblende“ übernommen.
Das Aufgabenspektrum gewerkschaftlicher Bildungsarbeit umfasst heute zwei Aspekte:
- die Erfüllung von Mitgliederinteressen nach Allgemeinbildung und spezifischen Bildungsangeboten in Bezug auf die Arbeits- und Lebenswelt
- die Bildung von Funktionsträgern im Sinne der kompetenten Erfüllung von Organisationszielen. Sie soll dabei
  - Multiplikatoren und Multiplikatoren gewerkschaftlicher Politik in ihren Aufgaben stärken,
  - zur Integration von divergierenden Mitgliedermeinungen beitragen und schließlich
  - eine Mobilisierung politischen „Bewusstseins“ bewirken.

Als Theorie-Praxis-Struktur lässt sie sich wie in folgendem Schaubild charakterisieren:
| Politikfelder                              | Theorie-Praxis-Bezüge                          | Verhandlungsgegenstände                          | Vermittlungsmodi                                                         |
| ------------------------------------------ | ---------------------------------------------- | ------------------------------------------------ | ------------------------------------------------------------------------ |
| gewerkschaftliche politische Zielsetzungen | Organisationsspitze → Abteilung Bildung        | Gewerkschaftspolitik – Gestaltung Bildungsarbeit | bildungspolitische Theorie / Curricula / Bildungsverwaltung              |
| innergewerkschaftliche Bildungspolitik     | Abteilung Bildung → Schulen / Referenten       | Konzepte – Seminare                              | pädagogische / didaktisch-methodische / organisatorisch-politische Ziele |
| Mitgliederpolitik / Politik der Mitglieder | Schulen / Referenten → Teilnehmer / Teilnehmer | Bildungsmaterial – Seminare                      | Methoden                                                                 |

## Träger der gewerkschaftlichen Bildungsarbeit

### DGB-Bildungswerk BUND
Nach eigenen Angaben verfügt das DGB Bildungswerk BUND über 200 Mitarbeiter, mehr als 250 Fachreferenten, Trainer, Teamer und Tutoren. Es werden jährlich fast 70.000 Teilnehmertage in über 600 Wochenveranstaltungen, Seminaren, Lehrgängen und Tagungen realisiert.
Das gemeinnützige Bildungswerk des Deutschen Gewerkschaftsbundes (DGB) hat seinen Sitz in Düsseldorf und hat bis 2011 drei Bildungszentren an den Standorten Hamburg, Düsseldorf und Hattingen betrieben. Die Bildungsstätte Hattingen sowie das Jugendbildungszentrum Hattingen stehen weiter als Tagungszentren zur Verfügung. Hinzugekommen sind das DGB Bildungszentrum Besenbinderhof in Hamburg und das Bildungszentrum Düsseldorf in Düsseldorf, direkt am Sitz des DGB Bildungswerks BUND.
Es ist aktiv in
- Politischer Bildung
- Gewerkschaftlicher Jugendbildung
- Betriebsratsqualifizierung
- Entwicklungszusammenarbeit
- Migrations- und Integrationspolitik

### DGB-Bildungswerke auf Landesebene
Neben dem DGB Bildungswerk BUND in Düsseldorf gibt es auch auf Landesebene DGB Bildungswerke wie beispielsweise das DGB-Bildungswerk NRW, das DGB Bildungswerk Thüringen oder das DGB Bildungswerk Bayern. Sie wurden in der BRD in der Regel in den 1970er Jahren im Zuge der Institutionalisierung und Professionalisierung der Erwachsenenbildung gegründet. Sie folgten auch den vermehrten Bildungs- und Freistellungsansprüchen durch das novellierte Betriebsverfassungsgesetz sowie die ersten Bildungsurlaubsgesetze der Bundesländer. In Ostdeutschland folgten sie nach der Wiedervereinigung und der Übernahme der Strukturen der westdeutschen Gewerkschaften.

### Die Einzelgewerkschaften als Träger

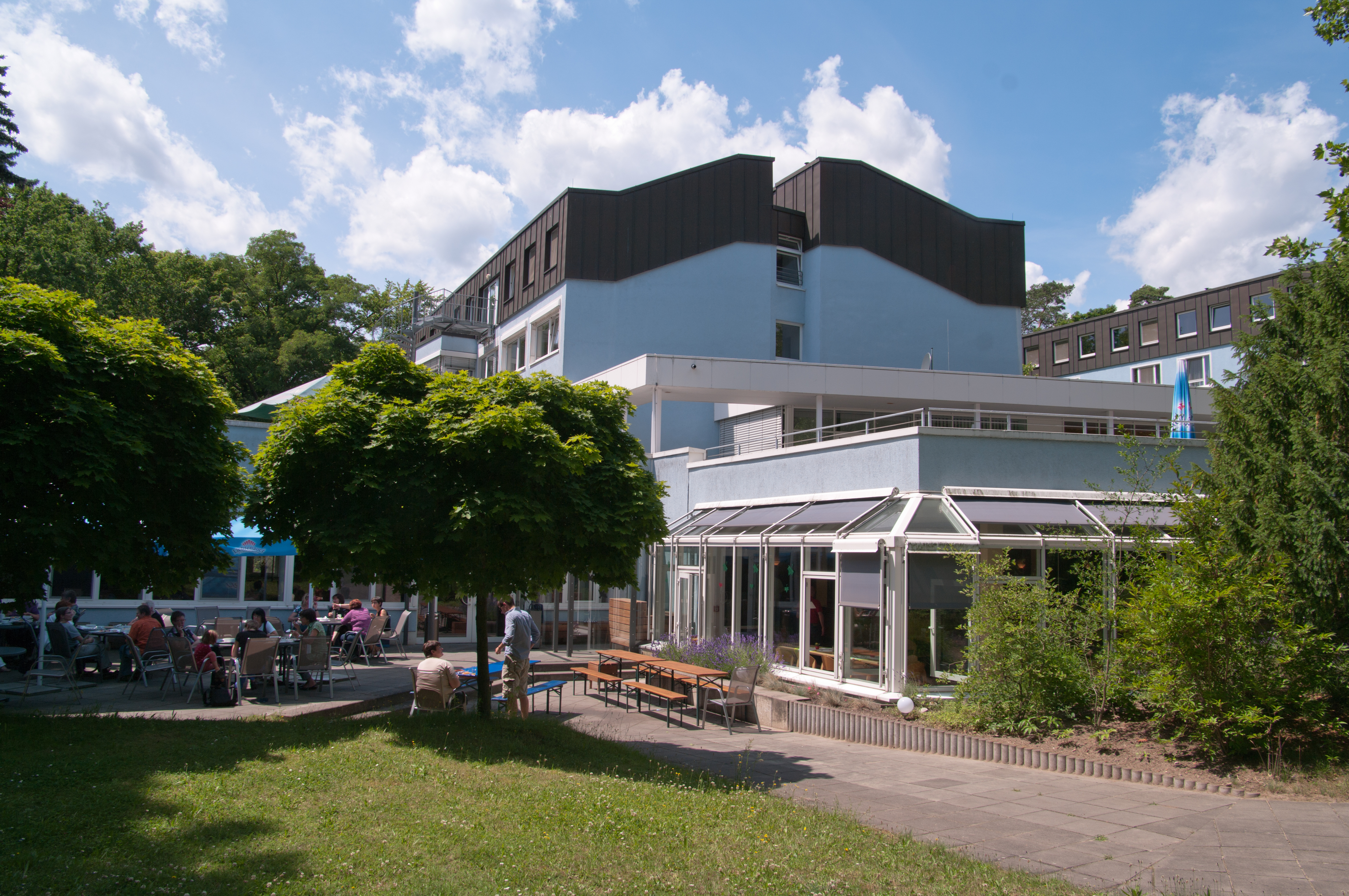
Blick auf das Ver.di Bildungs- und Begegnungszentrum „Clara Sahlberg“ in Berlin-Wannsee.

Die Einzelgewerkschaften tragen einen erheblichen Teil der gewerkschaftlichen Bildungsarbeit, insbesondere in Form der Funktionärsbildung. Sie haben dazu oft für ihren Organisationsbereich eigene Bildungsstätten bzw. Bildungshäuser, die unter einem enormen finanziellen Aufwand betreiben. Beispielhaft und nicht abschließend seien hier genannt:
- Bildungszentren der IG Metall in Bad Orb, Berlin, Beverungen, Lohr, Sprockhövel, Schliersee und Inzell
- Bildungshäuser von ver.di in Gladenbach, Brannenburg oder auch in Mosbach bzw. Walsrode
- Die Bildungszentren der IG BCE in Bad Münder, Haltern am See und Grünheide (Mark)
- Bildungszentrum der IG BAU in Steinbach im Taunus
- Bildungszentrum der Gewerkschaft Nahrung-Genuss-Gaststätten (NGG) in Oberjosbach / Region Köln

## Theoretische Ansätze und Vermittlungsprinzipien

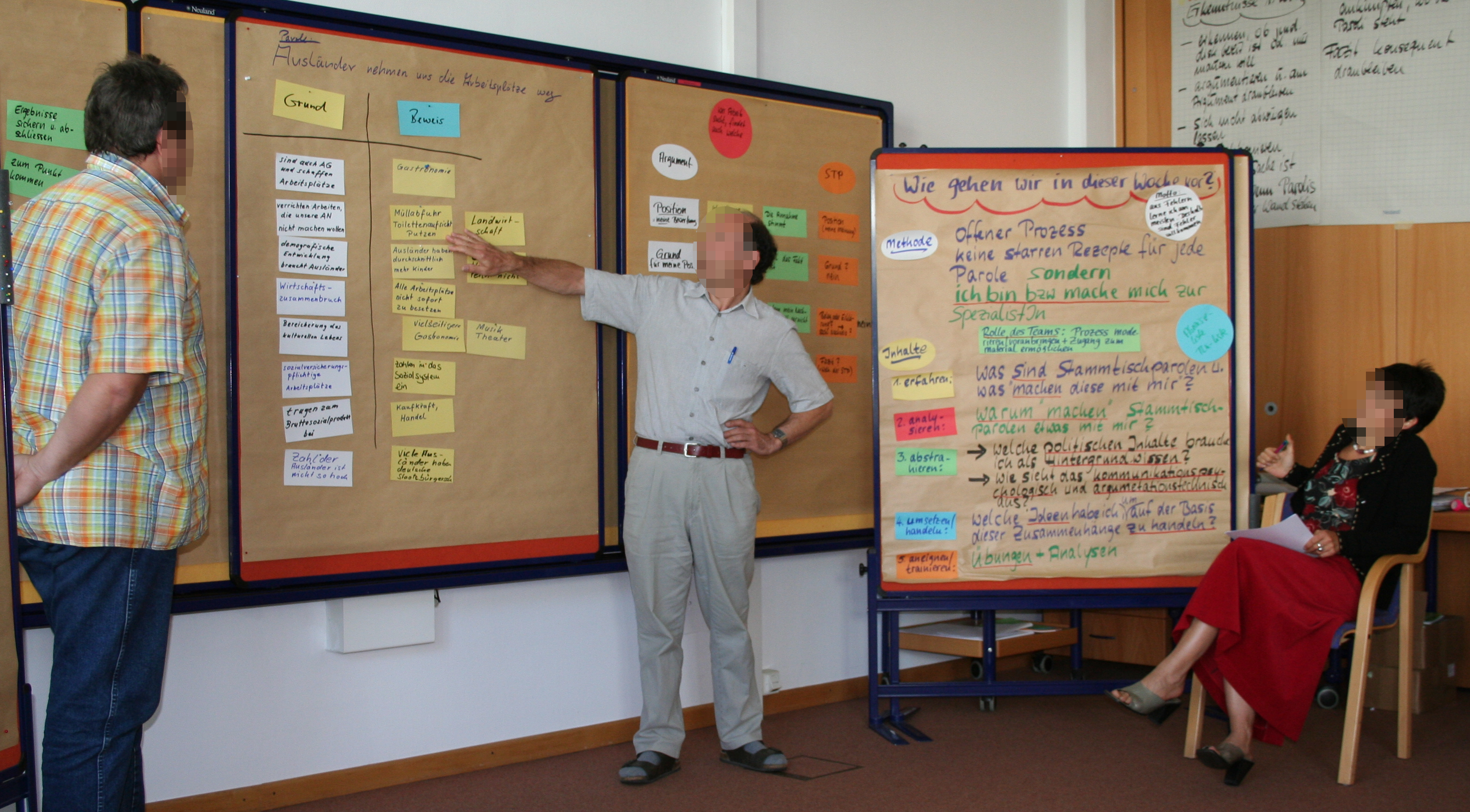
Pinnwandbericht mit Metaplankarten als Ergebnis einer Arbeitsgruppe. Ein solches Vorgehen ging bereits auf die neue Form von „Teamarbeit“ in der gewerkschaftlichen Bildung zurück.

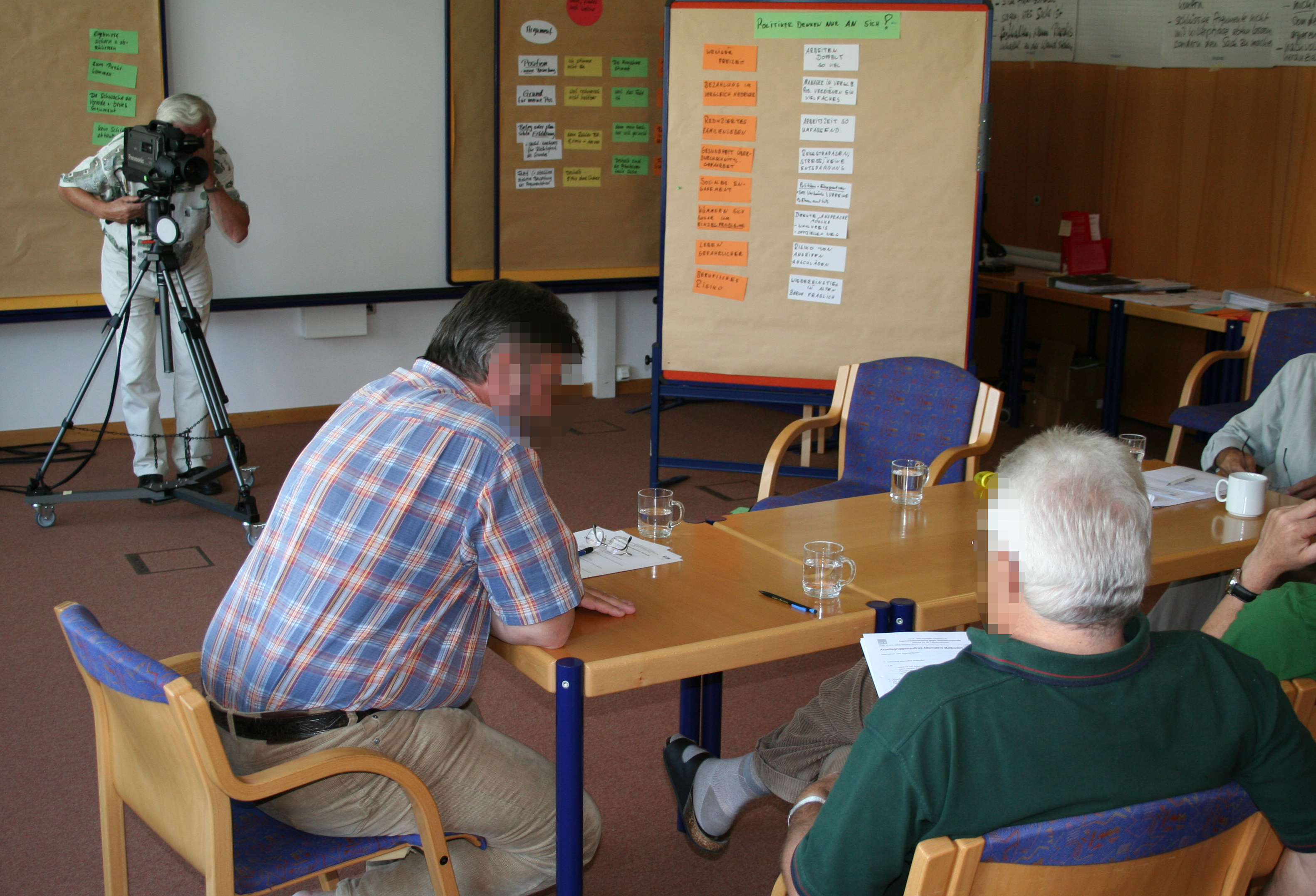
Im Bereich der offenen Bildungsarbeit, beispielsweise einem Argumentationstraining für Mitglieder, ist die Methodenvielfalt größer als im Bereich der Vermittlung rechtlicher Grundlagen…

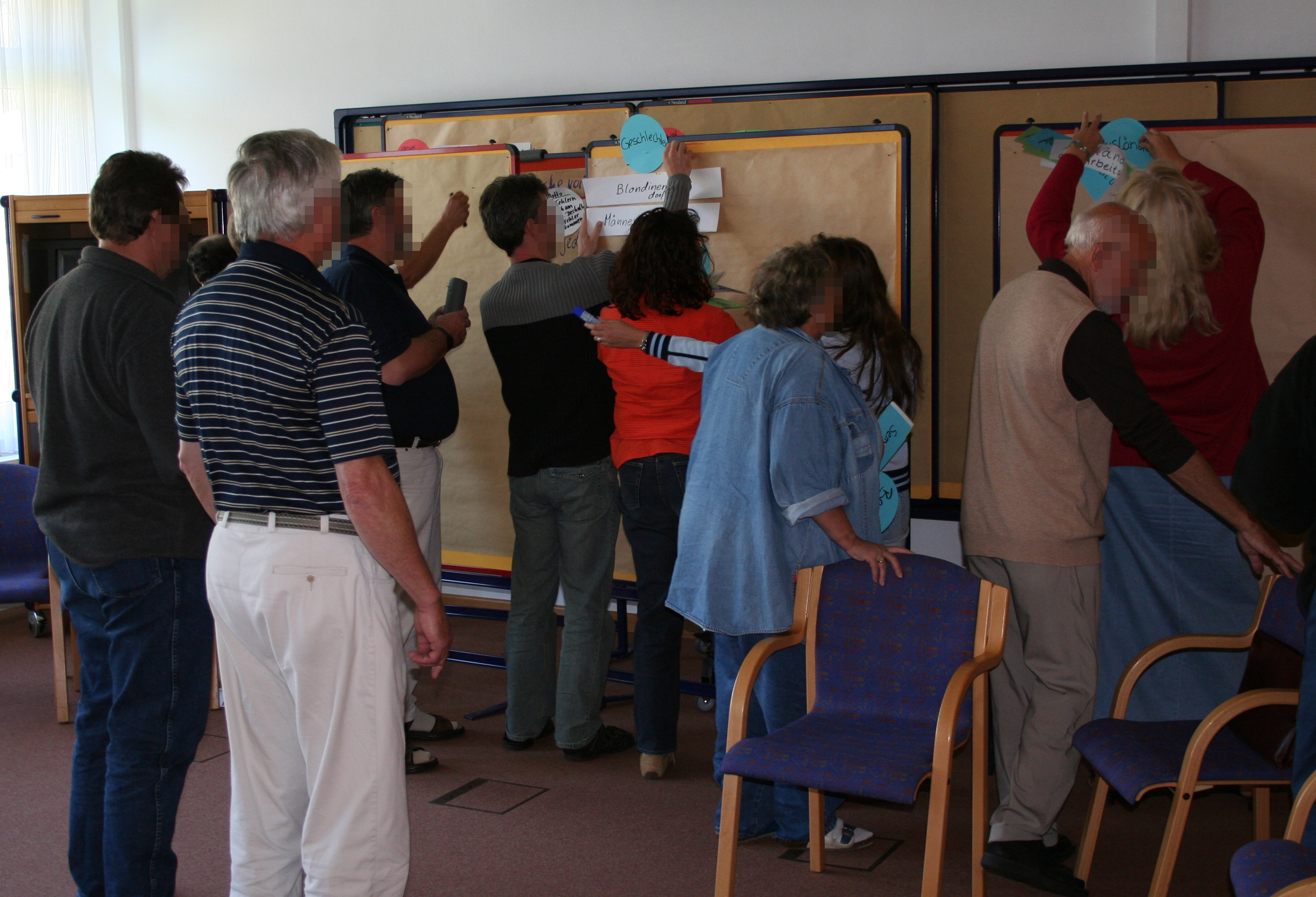
… aber auch abhängig von den grundsätzlich erwünschten Vermittlungsprinzipien. Vor allem wie stark die Erfahrungen der Teilnehmenden einfließen sollen und dürfen – wie hier beim gemeinsamen Clustern von persönlichen Erfahrungen.

Gewerkschaftliche Bildungsarbeit ist „als Erweiterung der Handlungsfähigkeit“ und Voraussetzung für „die Reflexion von Handlungen“, sowohl von gewerkschaftlichen Funktionsträgern, als auch der Gewerkschaftsmitglieder. Sie wurde und wird in den unterschiedlichen Gewerkschaften und auch innerhalb des DGB jedoch trotz dieser Gemeinsamkeit sehr verschieden verstanden und gehandhabt. Das spiegelt sich bereits im Sprachgebrauch der Bezeichnung der in der gewerkschaftlichen Bildungsarbeit eingesetzten Fachkräfte und Pädagogen (als Referenten, Teamer bzw. Dozenten). Noch viel mehr aber in den jeweiligen Konzeptionen gewerkschaftlicher Bildungsarbeit, beispielsweise als „leitfadengestützte Didaktikkonzepte“ oder dem lebensweltlichen Ansatz der Teilnehmenden. Die Unterschiedlichkeit kommt auch im Anspruch des Einsatzes von haupt- und ehrenamtlichen Referenten zum Tragen. Die unterschiedlichen Ansätze weisen den Lehrenden in den gewerkschaftlichen Bildungsveranstaltungen unterschiedliche Rollen zu gegenüber den Lerninteressen der Teilnehmenden zu.
Für die gewerkschaftliche Bildungsarbeit existieren deshalb mehrere theoretische Ansätze und didaktische Vermittlungskonzepte. Joachim Ludwig listet hierzu fünf verschiedene Ansätze auf:
1. Oskar Negts „Soziologische Phantasie und exemplarisches Lernen“
2. Vernunft als Vermittlungsprinzip
3. Beratung als Vermittlungsprinzip
4. Erhard Meuelers „Dialog als Vermittlungsprinzip“
5. Das Konzept der Fallarbeit zum „Verstehen als Vermittlungsprinzip“

### Soziologische Phantasie als Vermittlungsprinzip
Oskar Negts Ansatz geht davon aus, dass eine Form der Arbeiterbildung als gewerkschaftliche Arbeit zu entwickeln sei, in der die Arbeiter Subjekte der Lernarbeit seien. Aus inhaltlichen Problemen, klassenspezifischen Sprachstrukturen, Vorstellungen und Gesellschaftsbildern, den historischen Zielen der Arbeiterbewegung und der objektiven Möglichkeiten in der bestehenden Gesellschaft sollten Prinzipien einer Bildungsmethode entwickelt werden, die zunächst nur für Arbeiter gelte.
Als erster Schritt sollte sich in der gewerkschaftlichen Bildungsarbeit eine soziologisch und politisch vermittelte Elementarbildung durchsetzen, dies jedoch nicht als proletarische Imitation einer bürgerlichen Halbbildung. Eine Unterbewertung der Bildung in den Gewerkschaften habe dazu geführt, dass durch das Anwachsen der Schicht der Angestellten durch das Schulsystem immer aufs Neue reproduzierte kleinbürgerliche und mittelständische Ideologien, in denen sich autoritäres Bewusstseinspotential entfalte, ohne wirksame Gegenkräfte in die gewerkschaftliche Bildungsarbeit eindringen könnten. Er sieht dabei die Entwicklung der gewerkschaftlichen Bildungsarbeit auch insofern kritisch, als für ihn die Gefahr bestehe, dass die Gewerkschaften als Ordnungsmacht gegenüber den Arbeitern auftreten.
Gewerkschaftliche Bildungsarbeit müsse daher ihrem Inhalt und ihrer Methode nach eine autonome Position gegenüber den bürgerlichen Bildungseinrichtungen beziehen. Es müsse daher ein Ansatz entwickelt werden, welcher unmittelbar an den Erfahrungen der Arbeiter ansetze und bei der exemplarischen Behandlung der soziale Konflikte im Betrieb und Alltag auf die klassenspezifisch präformierten Gefühls-, Denk- und Sprachstrukturen einzugehen habe. Diese seien mit den geschichtlichen Ereignissen zu verknüpfen. Es gehe hier also nicht um reine Wissensvermittlung, sondern um die Anwendung soziologischer Phantasiefähigkeit von Arbeitern innerhalb ihrer außerwissenschaftlichen Sprach- und Denkformen, mit denen sie zu einer Verarbeitung von Praxis gelangen.
Didaktisch wird bei diesen Konzepten versucht, die Alltagserfahrung mit dem gesellschaftlich Allgemeinen in Beziehung zu setzen und von Seiten der Lehrenden Deutungszusammenhänge, beispielsweise des Grundwiderspruchs von Kapital und Arbeit, anzubieten. Diese Rekonstruktionen, bei denen der Lehrende in gewisser Weise Deutungshoheit hat, können in der Praxis jedoch zu vielfältigen Lernwiderständen führen.

### Vernunft oder Beratung als Vermittlungsprinzip
Zwei der fünf Kriterien von Joachim Ludwig werden hier zusammengefasst.
1. Vernunft als Vermittlungsprinzip folgt der Leitidee, dass über die Logik lebensweltlicher Situationen eine Vermittlung von subjektiven Erfahrungen und allgemeinen Prinzipien erfolgen kann. Dabei kann über die Wissenschaft – oder auch entsprechende Experten – ein typisches Wissen generiert und bei einem vernünftigen Abgleich Handlungsfähigkeit hergestellt werden.[Zitat 6] Zentral für diese Konzeption ist, dass das Allgemeine im individuell besonderen enthalten sein muss. Neben einer Planungssicherheit, die über die vernünftigen Prinzipien gegeben ist, gibt es hier ein zentrales Konfliktfeld: „Sinnhorizonte von Teilnehmern, die aus diesem Vernunftrahmen herausfallen, erscheinen den Lehrenden oftmals als Problem. Weil nicht vorbedacht, gelten sie als nicht allgemein, d. h. unvernünftig und somit unpolitisch“[16]
2. Mit dem Vorschlag von 2002 schlägt die IG Metall im Vorfeld von Bildungsprozessen eine Beratung vor, um eine „Bildung nach Maß“ zu erreichen.[17][Zitat 7] Anhand dieses Prozesses soll die gemeinsame Bildung geplant und durchgeführt werden. Dabei wird von der bisherigen Konzeption leitfadengestützter Seminare zugunsten modularer Systeme abgegangen. Die gewerkschaftliche Bildungsarbeit wird als Konzept zur Qualifizierung entworfen und die Lernenden „als selbstbestimmte, selbst organisierte, reflexive und souveräne Bürger entworfen, die ihren Ausbildungsgang selbst verantwortlich gestalten“[18] Zentrale Begriffe dieser Teilnehmer Orientierung sind dabei Handlungsfähigkeit und Kompetenzen, die in Bezug auf die Rolle in der Organisation zu entwickeln sind, aber auch darüber hinaus wichtig sind.[Zitat 8] Die politische Auseinandersetzung dreht sich nun darum, wie der gesellschaftliche Bezug zu den individuellen Erfahrungen hergestellt werden kann.[19]

### Dialog als Vermittlungsprinzip
Bei einer Verständigung durch Dialog, wie es beispielsweise Erhard Meueler konzipiert, verstehen sich die Lehrenden in der gewerkschaftlichen Bildungsarbeit als Experten, die Lerngelegenheiten für die Teilnehmenden organisieren. Im Rahmen eines Lehr-/Lernvertrages soll an Stelle von Belehrungen ein Erfahrungsaustausch über „objektive Lernerfordernisse“ treten. Dabei wird den Teilnehmenden mit ihrem Wissen des Alltags durch den Lehrenden wissenschaftliches Wissen zur Interpretation angeboten. Vor allem auf gesellschaftliche Behinderungen des Einzelnen soll ein Augenmerk gerichtet werden, um in einem „nach vorne offener Prozess kritischer Selbstthematisierung“ handlungsfähig zu werden. Im Zentrum steht, dass die Teilnehmenden sich von sich aus und selbständig mit den Lerninhalten auseinandersetzen. Unklar bleibt dabei, was objektive Lernerfordernisse sind und welche Geltung ihnen zukommt.

### Verstehen als Vermittlungsprinzip
Das Bildungskonzept der „Fallarbeit“ versucht, die Innenperspektive der Teilnehmer gewerkschaftlicher Bildungsveranstaltungen zu verstehen und „zum Ausgangspunkt des Vermittlungsprozesses zu machen“. Selbst erlebte schwierige Handlungssituationen und ihre damit einhergehenden Irritationen werden aufgegriffen und thematisiert. Die Bedeutung der Handlungen und ihrer Schwierigkeiten soll die Vermittlung mit den gesellschaftlichen Verhältnissen leisten. Das Verstehen der Handlungsproblematik aus der Binnenperspektive der Teilnehmer ist als Vermittlungsprozess angelegt, der zu einer neuen Einordnung, vor allem aber zu neuer Bedeutung, zu anderen Gegenhorizonten und damit zu neuen Handlungsperspektiven auch für die anderen Teilnehmenden führen kann. Die Bildungsinhalte werden dabei relational und historisch. Sie verlieren einen umfassenden Gültigkeitsanspruch und damit die Rückführbarkeit auf ein gesellschaftlich Allgemeines. „Ob und in welcher Weise der Lernende dieses Angebot aufgreift, bleibt dem Lehrenden letztlich unverfügbar“.

## Neuere theoretische und didaktische Ansätze
Gewerkschaftliche Bildung sucht aufgrund sich immer wieder verändernder Problemlagen ständig nach neuen inhaltlichen, methodischen und organisatorischen Antworten auf die Frage, wie sich Menschen durch Seminare zum politischen Handeln motivieren. Dabei haben sich in den letzten Jahren zwei neue theoretische Ansätze entwickelt, die Begründungen für eine Didaktik der gewerkschaftlichen Bildung liefern. Bezugstheorien sind dabei die Subjektwissenschaft der so genannten Kritischen Psychologie und eine intersubjektive Perspektive, die aus der pragmatistischen Philosophie von John Dewey entwickelt wird.

### Subjektwisschenschaftlicher Ansatz
Die IG Metall beschloss auf ihrem Gewerkschaftstag in 2007 (in der sogenannten „Entschließung 7 – Bildung und Qualifizierung“) ein Bildungsverständnis, das die gewerkschaftliche Bildungsarbeit als einen Prozess dargestellt, der auf „Selbstbestimmung, Mitbestimmung und Solidaritätsfähigkeit“ als „Grundfähigkeiten“ abzielt. Dabei sind „Kritik, Mündigkeit und Emanzipation die zentralen Aspekte“ (ebd.). Durch Bildung werden die herrschenden Verhältnisse in Betrieb und Gesellschaft hinterfragbar, womit sie sich gegen Vorstellungen abgrenzt, die Bildung „lediglich als Anpassung, Zurichtung und Unterwerfung unter bestehende gesellschaftliche Machtverhältnisse verstehen“ (ebd.). Bildung wird als Voraussetzung beschrieben, „um Handlungspotentiale zum Widerstand gegen Bestehendes freizusetzen und eigene Gestaltungsvorstellungen zu entwickeln.“ (ebd.) Gewerkschaftliche Bildung wird darin als „kritisch-emanzipatorisch“ charakterisiert (ebd.). Die didaktische Ausarbeitung dieses Bildungsverständnisses wurde im Jahre 2009 als Buchpublikation von Martin Allespach, Hilpert Meyer und Lothar Wentzel mit dem Titel Politische Erwachsenenbildung. Ein subjektwissenschaftlicher Zugang am Beispiel der Gewerkschaften herausgegeben. Die Autoren begründen darin am Beispiel der gewerkschaftlichen Bildung einen „subjektwissenschaftlichen Zugang“ zur politischen Erwachsenenbildung theoretisch und leiten daraus didaktisch-methodische Konsequenzen ab. Dabei verwenden sie Klaus Holzkamps Begriff der Subjektorientierung, der im Rahmen der sogenannten „Kritischen Psychologie“ entwickelt wurde und das Didaktikmodell von Wolfgang Klafki.

### Intersubjektiver Ansatz
Der subjektwissenschaftliche Ansatz der gewerkschaftlichen Bildung wurde von Tom Kehrbaum weiterentwickelt, der die Rolle der zwischenmenschlichen Interaktion in intersubjektiven Lernprozessen untersucht. Auf der Grundlage theoretischer Ansätze des Philosophen und Pädagogen John Dewey und weiteren Philosophen (Martin Buber, Rainer Marten, Helmut Pape, Axel Honneth) werden dabei die bildungstheoretischen Begriffe Erfahrung, Reflexion, Bewusstsein, Kritik, Subjekt und Emanzipation aus intersubjektiver Perspektive betrachtet und neu formuliert. Angesichts gesellschaftlicher Krisen und Konflikte wird dabei ein Schwerpunkt auf gemeinschaftsstärkende Bildungsprozesse gelegt. Im Mittelpunkt steht die Gestaltung demokratischer Lebensformen. Die Praxis der betrieblichen und gewerkschaftlichen Mitbestimmung wird in diesem Ansatz als Beispiel für kooperative Konfliktlösung betrachtet. Die im Arbeitsalltag erfahrbare Fähigkeiten zum Miteinander-, Voneinander- und Füreinanderlernen werden in dieser Bildungskonzeption systematisch aufgegriffen und zu solidarischen Handlungsformen weiterentwickelt. Die didaktische Herausforderung besteht darin, Lernprozesse zu initiieren, die gemeinsame Lösungswege für betriebliche, wirtschaftliche und gesellschaftliche Probleme und Konflikte entwickeln. Nach Auffassung von Kehrbaum werden dafür in der gewerkschaftlichen Bildung – im Gegensatz zu individualistischen Lernansätzen – kooperative und solidarische Lernformen in den Vordergrund gestellt. Der Gewerkschaftlichen Bildung liegt demnach eine besondere sozial-kooperative Didaktik zugrunde, die mithilfe eines pragmatistischen Ansatzes theoretisch beschrieben wird. Ein Schwerpunkt der Bildungspraxis spielen in diesem Ansatz interaktive Seminarmethoden, die den intensiven zwischenmenschlichen Austausch über Erfahrungen, Meinungen und Vorstellungen hinsichtlich konkreter Lösung von sozialen Problemen und Konflikten ermöglichen. So werden demokratische Kommunikations- und Handlungsweisen eingeübt, die zur aktiven Mitgestaltung des Arbeits- und Lebensumfeldes im Rahmen lokaler Praxisgemeinschaften befähigen. Diese pragmatistische Bildungskonzeption gewerkschaftlicher Bildung soll zeigen, wie angesichts antipolitischer und antidemokratischer Bewegungen soziale und demokratische Kompetenzen auch für ein allgemeines gesellschaftliches Engagement gestärkt und dadurch Gemeinsinn gefördert werden kann.

## Zukunft der gewerkschaftlichen Bildungsarbeit
Die Gesellschaft hat sich relevant verändert, was tiefgreifende Folgen auch für die gewerkschaftliche Bildungsarbeit hat. Das führt dazu, dass Methoden der „Subjektorientierung“ oder auch Themen wie die der Prekarisierung und der europäischen Integration eine wichtige Rolle spielen müssten. Dem steht in der Seminarpraxis häufig gegenüber, dass ein nicht unbeträchtlicher Teil – insbesondere im Bereich der Erwachsenenbildung – nach wie vor über Referenten abgedeckt wird. Verbunden häufig mit „phantasielosen“ Arbeitsformen und überwiegend verbalen Methoden wie Lehrgespräche und Diskussionen.
In der gewerkschaftlichen Bildungsarbeit zeigen sich zudem deutlich die Probleme, welche die Gewerkschaften ganz allgemein haben. Einem deutlichen Mitgliederschwund stehen auch geringere Einnahmen gegenüber. Diese führ(t)en zu Kürzungsmaßnahmen auch im Bildungsbereich der Gewerkschaften. Hinzu kommen Abgrenzungsschwierigkeiten der Gewerkschaften bezüglich ihrer Organisationsbereiche was sehr schnell zu der Frage führt, wer wen für die Bildungsarbeit haben kann oder darf. Auch der ökonomische Rechtfertigungszwang der jeweiligen Bildungsabteilungen hat zugenommen, nicht zuletzt aufgrund der nicht beantworteten Frage, inwiefern gewerkschaftliche Bildungsarbeit dazu angetan sein muss, gewerkschaftliche Funktionsträger hervorzubringen.

### Das Spannungsfeld von Funktionärsbildung zu politischer Bildung
Ohne Zweifel ist es organisationspolitisch sinnvoll für die Gewerkschaften und den DGB, die Bildungsmaßnahmen darauf zu konzentrieren, die Aktiven in den eigenen Reihen zu unterstützen und zu aktivem Handeln vor Ort zu befähigen. Dies geht jedoch einerseits einher mit einer „Verbetrieblichung“ der Bildungsarbeit, was die Auseinandersetzung und Durchdringung politischer Themen und allgemeiner Probleme erschwert, da sie zunächst durch das „Nadelöhr“ des betrieblichen Zusammenhangs müssen – oder aber gar nicht mehr vorkommen. Durch die Bindung der Mittel verliert jedoch andererseits ein anderer Bereich deutlich an Bedeutung: die allgemeine Bildung der einfachen Mitglieder oder auch die politische Bildung von Menschen, die grundsätzlich den Zielen der Gewerkschaften zustimmen und so für ein gewerkschaftsfreundliches Umfeld sorgen. Ob dieses Spannungsfeld tatsächlich aufzulösen ist, ist derzeit jedenfalls nicht abzusehen.

### Der Doppelcharakter der gewerkschaftlichen Bildungsarbeit
Wie die Gewerkschaften allgemein weist auch die gewerkschaftliche Bildungsarbeit einen Doppelcharakter auf:
- Auf der einen Seite trägt sie, wie sich vor allem an den leitfadengestützen Seminarkonzeptionen zeigen lässt, als zweckgerichtete Bildungsarbeit gegenüber den Funktionsträger dazu bei, unmittelbare betriebliche Auseinandersetzungen vorzubereiten. Ohne jedoch grundsätzliche Fragen oder Infragestellungen der gewerkschaftlichen Beschlüsse und Aktionen zum Inhalt zu haben. „Es geht im Wesentlichen um 'Schulungen’ mit dem Ziel, 'insbesondere die Arbeitnehmervertreter in Mitbestimmungsgremien an ihre Aufgaben heranzuführen und sie zu befähigen, die politischen Forderungen [der Gewerkschaften] in gesellschaftliche Wirklichkeit umzusetzen'“.[30][Zitat 15]
- Auf der anderen Seite kann und soll gewerkschaftliche Bildungsarbeit zum Willensbildungsprozess innerhalb der gewerkschaftlichen Organisationen beitragen. Das wiederum setzt Konzepte gewerkschaftlicher Bildungsarbeit voraus, welche eher „die herrschende politische Praxis der Gewerkschaften […] hinterfragen und das Element der sozialen Emanzipationsbewegung deutlicher […] betonen“.[30] Eine Eigenschaft, die innerhalb der Gewerkschaften als Organisation nicht unumstritten ist.

Als weiterführende Bildungsstrategie, die auch bestehende Positionen und Politikansätze der Gewerkschaften kritisch hinterfragt, liegt die zweite Position ebenso im langfristigen Interesse von abhängig Beschäftigten als auch der Gewerkschaften. Gerade von dieser Art Bildungsarbeit dürfte insofern die Zukunft der gewerkschaftlichen Bildungsarbeit in dem Sinne abhängen, dass darüber neue Zielgruppen erschlossen und Teilnehmer gewonnen werden können.

### Der Einsatz von „Social Media“
Gewerkschaften hatten schon immer ein ambivalentes Verhältnis zu technischem Fortschritt. In der beruflichen Bildung ging dieser regelmäßig mit der Entwertung etablierter und der Schaffung neuer Berufsbilder einher. Dem stand auf der anderen Seite die optimistische Haltung der Gewerkschaften bis mindestens in die 1980er Jahre gegenüber, die mit dem Einsatz von Mikrocomputern eine „Befreiung“ der Arbeit von schwerer körperlicher Arbeit verbanden.
Mit dem Einsatz neuer Methoden und Konzepte haben sich die Gewerkschaften und die gewerkschaftlichen Bildungsträger dagegen von jeher schwer getan. Auffällig ist, dass es im Bereich der sogenannten Social Media oder auch des E-Learning bis heute kein etabliertes und flächendeckendes Angebot gibt. Es bleibt bei einigen Pilotprojekten (wie etwa das Projekt be-online von ver.di) oder auch einzelnen Lehrgängen.

### Bildung für nachhaltige Entwicklung
Am auffälligsten und auch am meisten problematisch ist jedoch, dass die Debatte um eine Bildung für nachhaltige Entwicklung in der gewerkschaftlichen Bildungsarbeit noch nicht angekommen ist. Dies kann man an mehreren Indikatoren festmachen, beispielsweise an der Zahl der Seminare zu den Themen Ökologie, Energiewende, betrieblicher Umweltschutz usw. Aber auch an den konkreten Themen, wenn man diverse Bildungsprogramme gewerkschaftlicher Träger durchforstet. Es steht zu vermuten, dass dies mit der Organisationsstruktur der Gewerkschaften als Industrie-Gewerkschaften zu tun hat, welche wiederum maßgeblich auf die Teilnehmer und ihre Interessen Einfluss hat. Zumindest im Bereich der IG Metall kommen die meisten Teilnehmer, die erreicht werden, aus Großbetriebsstrukturen.
Dabei ist eine Bildung für nachhaltige Entwicklung durchaus auch in dem Sinne zu verstehen, dass die eigene Zukunftsfähigkeit dadurch sichergestellt werden soll. Eine Aufgabe, die über die jeweiligen Organisationsbereiche der Einzelgewerkschaften hinausgeht und branchenübergreifend vom DGB bzw. den entsprechenden Bildungswerken und gewerkschaftsnahen Organisationen aufgegriffen werden sollte. Auch im Sinne einer nachhaltigen gewerkschaftlichen Bildungsarbeit.

### Gewerkschaftliche Bildungsarbeit als Teilgebiet der betrieblichen und beruflichen Weiterbildung
Martin Allespach und Tom Kehrbaum verorten die gewerkschaftliche Bildungsarbeit im Rahmen aktueller wirtschaftlicher Transformationsprozesse als ein Teilgebiet moderner Erwachsenenbildung und  Jugendbildung und ordnen sie zugleich in Konzepte der politischen Bildung ein. Unter Zugrundelegung eines umfassenden Arbeitsbegriffs, der sich nicht auf die vermeintlich zweckrationale Verrichtung von Arbeitsprozessen reduziert, sondern Arbeit in ihrer politischen und sozialen Verfasstheit betrachtet, hat gewerkschaftliche Bildung den Autoren zufolge zugleich Relevanz für die betriebliche und berufliche Weiterbildung. Gerade angesichts aktueller antidemokratischer Entwicklungen thematisieren sie die Notwendigkeit einer Integration von beruflicher, akademischer und politischer Bildung, welche ihrer Auffassung nach im Rahmen der wirtschaftlichen und gesellschaftlichen Transformationsprozesse eine entscheidende Rolle spielt.
Allespach und Kehrbaum kritisieren angesichts der Megatrends wie  Klimawandel, Digitalisierung, Dekarbonisierung und Demografie und den sich daraus ergebenden gesellschaftlichen Herausforderungen  individualistische und ökonomistische Perspektiven auf Bildung. Demokratische Aushandlungsprozesse sind ihrer Ansicht nach eine wichtige Bedingung für zukunftsfähige und nachhaltige wirtschaftliche und gesellschaftliche Entwicklung ist. Deshalb plädieren sie für eine integrative Weiterentwicklung der allgemeinen, beruflichen und akademischen Bildung. Nach Ansicht der Autoren kann die gewerkschaftliche Bildung  dahingehend entscheidende Impulse geben.
Am Beispiel aktueller Reformdebatten in der akademischen Bildung plädieren Allespach und Kehrbaum für eine Öffnung des engen Fokus auf Beschäftigungsfähigkeit in der beruflichen Bildung und betonen Themen wie gesellschaftliche Verantwortung und Persönlichkeitsbildung im Zusammenhang mit Gemeinschaftsbildung. Bezugnehmend auf die Hochschulrektorenkonferenz (HRK) sei in der akademischen Bildung bereits 2018  darauf hingewiesen, dass der bisherige dominante Fokus der Kompetenzentwicklung auf die Arbeitsmarktvorbereitung nach der Bologna-Reform wieder geöffnet und erweitert werden müsse: »Europa ist sehr viel mehr als eine ökonomische Gemeinschaft. Seine künftige soziale und kulturelle Identität wird gerade auch von den Hochschulabsolventinnen und -absolventen geprägt. Deshalb dürfen wir nicht nur deren fachliche Qualitäten fördern. Das Studium sollte sie auch in die Lage versetzen, kritisch zu denken und neue Lösungen für die zahlreichen gesellschaftlichen Herausforderungen zu finden. Eine Ausrichtung auf die unmittelbare Verwertbarkeit für den Arbeitsmarkt ist der falsche Weg. Es gilt, Forschung und Lehre stärker zu verzahnen und forschendes und soziales Lernen in allen Studienzyklen stärker zu berücksichtigen« (HRK-Präsident Horst Hippler 2018).
Allespach und Kehrbaum argumentieren, dass dort, wo in der beruflichen und akademischen Bildung bisher Lernbegrenzungen festgelegt wurden, systematische Reflexionsprozesse initiiert werden sollen, die auf die Persönlichkeitsentwicklung und gesellschaftliche Verantwortung abzielen. Die Praxis der gewerkschaftlichen Bildung biete gute Beispiele, wie Reflexionsprozesse erweitert werden. Indem im Rahmen von Problemlösungsprozessen fachliche Themen um soziale, ökologische, ökonomische, ethische und gesellschaftspolitische Bewertungsmaßstäbe erweitert würden, werde gemeinsam eingeübt, praxistaugliche und kollektiv getragene Schlüsse für das gemeinsame Handeln zu ziehen.
Die Mitbestimmung von Betriebsräten, Jugend- und Auszubildendenvertretungen und Aufsichtsräten in Betrieben und Unternehmen behandelt  den Autoren zufolge zentrale Fragen der wirtschaftlichen und gesellschaftlichen Entwicklung und sei somit eine wichtige Form gesellschaftlichen Engagements. Ihre  kompetente Interessenvertretung hänge von der Entwicklung fachlicher und fachübergreifender Kompetenzen ab. Diese beschreiben sie als interdisziplinäre Interaktionskompetenzen, die zu einem konzeptionellen Bestandteil beruflichen und akademischen Lernens werden sollten und im Rahmen von konkreten Praxisprojekten integriert werden können.
Den Autoren zufolge kann die deutsche Mitbestimmungspraxis und die darauf bezogene gewerkschaftliche Bildung als ein Vorbild für Entwicklungsmodelle fachlich übergreifender Kompetenzen angesehen werden. Es würden Kompetenzfelder sichtbar, die wichtige Voraussetzung zur praktischen Problemlösung darstellen und damit gleichzeitig Konzepte für die Integration bisher getrennter Bildungsbereiche liefern. Das rücke die traditionsreiche gewerkschaftliche Bildung in ein Licht innovativer Didaktik.

### Europäisierung der gewerkschaftlichen Bildungsarbeit
Die Entwicklung der europäischen und globalen Zusammenarbeit und Handlungsfähigkeit der Gewerkschaften konnte den seit dem Zweiten Weltkrieg stark zunehmenden globalen wirtschaftlichen Verflechtungen nicht adäquat schritthalten. Gründe dafür liegen in den unterschiedlichen ökonomischen, politischen und rechtlichen Rahmenbedingungen, sowie verschiedenen organisationalen Strukturen, politischer Praxis in Betrieben und Gesellschaft und Weltanschauungen der in Europa und weltweit existierenden Gewerkschaftssysteme. Internationale gewerkschaftliche Organisationen, wie der Internationale bzw. der Europäische Gewerkschaftsbund oder industriebezogene Gewerkschaftsverbünde wie IndustriALL Global Union, bzw. IndustriALL Europe haben das Ziel, die internationale Handlungsfähigkeit der Gewerkschaften zu verbessern.
Eine neue Form der transnationalen und kulturübergreifenden gewerkschaftlichen Bildung wurde bisher vorwiegend im Rahmen europäischer Projekte entwickelt. Aufbauend auf den Erfahrungen in der Zusammenarbeit Europäischer Betriebsräte lag beispielsweise dem EU-Projekt „Quali2move“ die Idee einer transnationalen politischen Bildung der Gewerkschaften zugrunde, die als eine neue Form außerschulischer politischer Bildung betrachtet werden kann. Das Projekt wurde von Gewerkschaften und gewerkschaftlichen Bildungsträgern aus acht europäischen Ländern durchgeführt und hatte zum Ziel, ein arbeitspolitisches Bildungsverständnis für Europa zu entwickeln. In einer Absichtserklärung erklärten die Projektpartner, ihre gewerkschaftliche Bildungsarbeit in Zukunft auf die Etablierung einer europäischen Identität sowie einer transnationalen Solidarität unter den Arbeitnehmern auszurichten.